# 10e armée (Royaume-Uni)
Pour les articles homonymes, voir 10e armée.

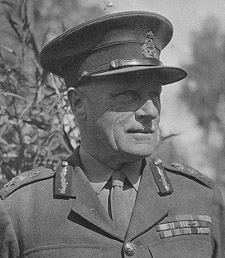
Général Sir Edward Quinan, commandant de la 10e armée.

La dixième armée était une unité de l'armée britannique active de 1942 à 1943 pendant la Seconde Guerre mondiale. Elle fut créée en Irak et formée en majeure partie à partir des éléments de l'unité « Paiforce ».
En avril 1941, des troupes britanniques et indiennes avaient été déployées en Irak depuis l'Inde sous le commandement du lieutenant général Sir Edward P. Quinan afin de protéger les intérêts britanniques, en particulier les concessions pétrolières, après qu'un coup d'État amena au pouvoir un gouvernement favorable aux forces de l'Axe. La force, connue sous le nom d'Irakforce, fut engagée lors de la guerre anglo-irakienne qui se déroula en avril et en mai, pendant la rébellion irakienne, et participa à la défaite des forces vichystes lors de la campagne syro-libanaise qui suivit. Plus tard en 1941, la force prit part à l'invasion anglo-soviétique de l'Iran pour contrer l'entrée en Perse des forces de l'Axe et empêcher la prise des champs pétrolifères irakiens et persans par les Allemands. À la suite de cela, l'Irakforce fut rebaptisé Paiforce (force de la Perse et de l'Irak).
Après les campagnes de 1941, le quartier général de Quinan fut rebaptisé dixième armée et sa tâche principale fut le maintien des lignes de communication vers l'Union soviétique du golfe Persique à la Caspienne et la protection des champs pétrolifères du sud de la Perse et de l'Irak. Son insigne était un bœuf assyrien doré avec une tête humaine et des ailes d'aigle (un chérubin gardien). Une variante de coloration de cet insigne était un bœuf blanc sur fond bleu pâle. Quinan a été fait chevalier en juin 1942, puis promu général en août 1942. La dixième armée faisait initialement partie du Middle East Command, mais devint ensuite une partie du Persia and Iraq Command à sa création en septembre 1942.

## Ordre de bataille en 1942
- Dixième armée commandée par le général Sir Edward Quinan
  - 3e corps britannique, lieutenant général Sir Desmond Anderson (en)
    - 5e division d'infanterie, major général Horatio Berney-Ficklin (en)
    - 13e brigade d'infanterie, brigadier V. C. Russell
      - 15e brigade d'infanterie, brigadier H. R. N. Greenfield
      - 17e brigade d'infanterie, brigadier G. W. B. Tarleton
      - 5e régiment de reconnaissance, Corps de reconnaissance

    - 56e division d'infanterie (Londres), major-général Eric Grant Miles (en)
      - 167e brigade d'infanterie (Londres), brigadier J. C. A. Birch
      - 168e brigade d'infanterie (Londres), brigadier K. C. Davidson
      - 169e brigade d'infanterie (Londres), brigadier L. O. Lyne

  - XXIe corps, lieutenant-général Sir Mosley Mayne (en)
    - 8e division d'infanterie indienne, major-général Charles Harvey
      - 17e brigade d'infanterie indienne, brigadier F. A. M. B. Jenkins
      - 19e brigade d'infanterie indienne, brigadier C. W. W. Ford

    - 10e division d'infanterie indienne, major général Alan Bruce Blaxland (en)
      - 20e brigade d'infanterie indienne, brigadier L. E. MacGregor
      - 25e brigade d'infanterie indienne, brigadier A. E. Arderne

    - 6e division d'infanterie indienne, major général James Noel Thomson (en)
      - 27e brigade d'infanterie indienne, brigadier A. R. Barker
      - 6e Lancers (Pakistan)

    - 31e division blindée indienne, major général Robert Wordsworth (en)
      - 3e brigade motorisée indienne, brigadier A. A. E. Filoze
      - 252e brigade blindée indienne, brigadier G. Carr-White

    - 10e brigade motorisée indienne, brigadier Harold Redman